# Petroglifos de Ghorghalado
Los petroglifos de Gorgalado o petróglifos de Ghorghalado, en su denominación en gallego, son un conjunto de grabados rupestres situados en la parroquia de San Bartolomé das Eiras, en El Rosal, provincia de Pontevedra (Galicia, España), con una antigüedad de alrededor de 3000 años.

## Características
El conjunto arqueológico posee más de 350 grabados reunidos en pequeños grupos, formando diferentes composiciones geométricas y abstractas, que aprovechan las grietas y las irregularidades de un afloramiento de mica esquistósica de color pardo-rojizo en la que están labrados, para ordenar la disposición. Son recurrentes los círculos concéntricos, algunos con cazoleta; también las formas cuadrangulares y ovaladas y las líneas.

## Descubrimiento
Los petroglifos de Ghorghalado se descubrieron de forma casual en 2012 por una vecina del lugar. En 2015, el ayuntamiento de El Rosal, junto con la Diputación Provincial de Pontevedra, la Dirección General de Patrimonio y la Comunidad de montes de Eiras excavaron este yacimiento que se encontraba enterrado y cubierto de vegetación y que constituye el primer petroglifo que se desenterró en Galicia para su recuperación.
De los seis paneles descubiertos, que ocupan una superficie de 84,87 m², solo están visibles cinco, ya que tras la intervención arqueológica, se cubrió de nuevo uno de ellos por el mal estado de conservación que presentaba.
El conjunto tiene consideración de BIC, registrado en el Inventario General
del Patrimonio Cultural de Galicia con las siglas GA-36048026.